# Molina di Ledro
Molina di Ledro je část obce Ledro v severní Itálii. Do 31. prosince 2009 to byla samostatná obec. Jejími součástmi byly před sloučením též osady Biacesa, Legos a Pré di Ledro; včetně nich měla v roce 2001 1498 obyvatel. Leží v provincii Trentino v údolí Valle di Ledro, zhruba 470 km severně od Říma a 34 km jihozápadně od Tridentu.
Osada se nachází východně od Ledrenského jezera, jejím územím vede koryto potoka Ponale, který z jezera vytékal. V důsledku využívání vody jezera elektrárnou v městě
Riva del Garda, k níž je vedena podzemním potrubím, je koryto potoka Ponale na území obce často bezvodé.

## Historie
V květnu 1915 byli obyvatelé Tiarna a okolních obcí evakuováni do vnitrozemí Rakouska-Uherska, mnozí až do Čech. V místě pak probíhaly boje první světové války, během nichž byla obec poškozena. Obyvatelé se do svých domovů mohli vrátit až v průběhu roku 1919.
30. listopadu 2008 obyvatelé v místním referendu schválili sloučení dosavadních šesti obcí Ledrenského údolí do společné obce pod názvem Ledro. Sloučení vstoupilo v platnost 1. ledna 2010.

## Památky
- Na území obce se nachází kostel svatého Vigilia z Tridentu (na okraji osady, při hranici se sousedním Legosem).
- Památkou prvořadého významu pak jsou pozůstatky pravěké vesnice skládající se z kůlových staveb na břehu Ledrenského jezera, od roku 2011 se jako součást souboru 111 podobných nalezišť nachází na seznamu Světového dědictví UNESCO.

## Sporty
Ve vsi se nachází fotbalové hřiště.